# Terrier chileno
El terrier chileno es la primera raza canina proveniente de Chile. Se ha desarrollado desde finales del siglo XVIII a partir del ratonero bodeguero andaluz.
Desde 2007 el Club Nacional del Terrier Chileno (continuando el trabajo de la Asociación Gremial de Criadores y Expositores de Perros de Chile) ha desarrollado el proyecto de estandarización, publicado el 2 de julio de 2020. El objetivo del estándar es convertir al terrier chileno en la primera raza originada en Chile oficialmente reconocida por la Federación Cinológica Internacional (FCI).
Está incluido dentro del grupo 11 por el Kennel Club de Chile (KCC) aunque aún no ha sido reconocida oficialmente por la Federación Cinológica Internacional (FCI). Desde 2011, la raza pertenece al grupo 3 por Alianz Canine Worldwide (ACW).

## Origen

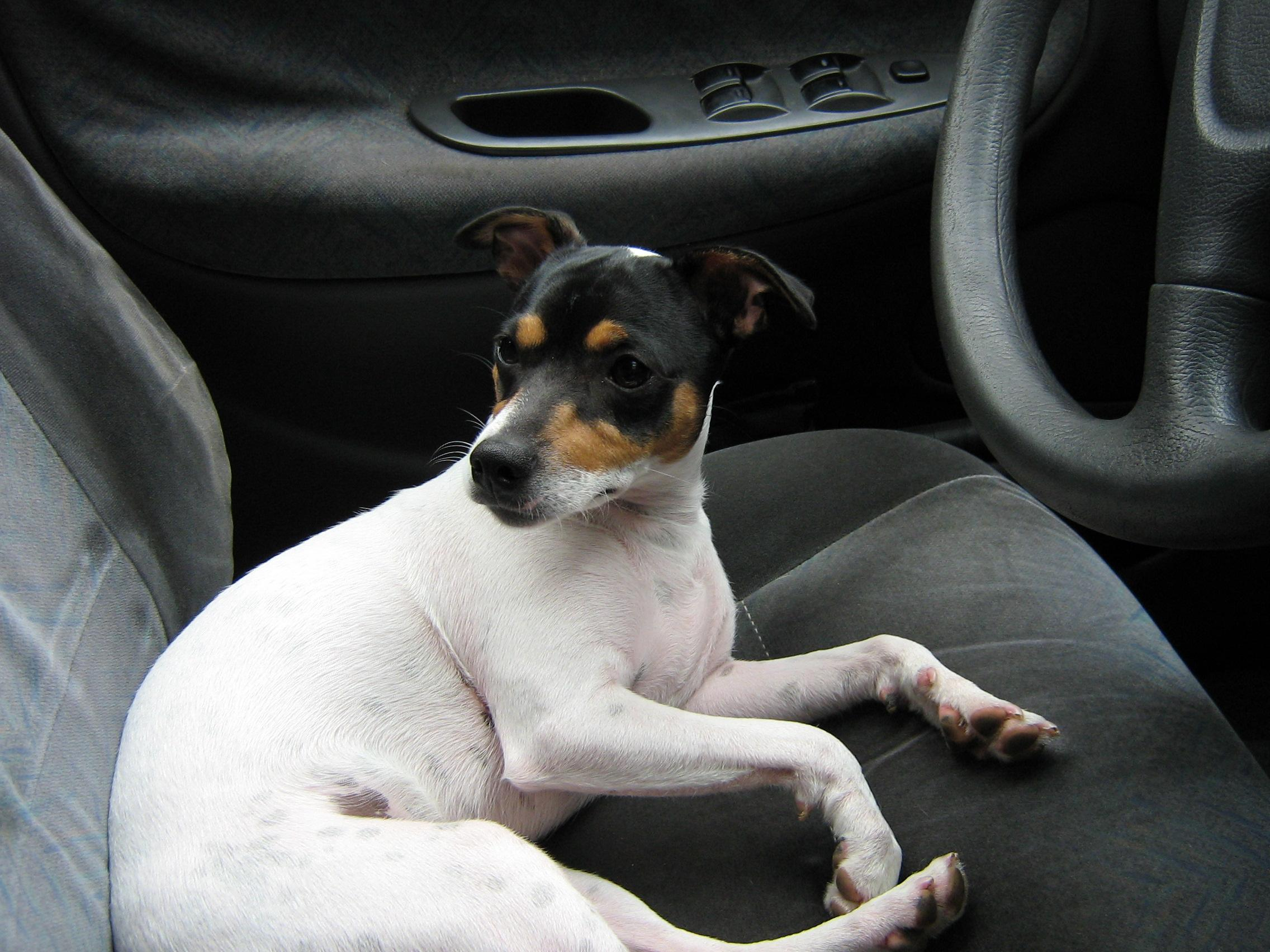
Terrier Chileno en asiento del conductor en un auto

El origen de esta raza se encuentra en los perros terriers de los comerciantes vitivinícolas ingleses que se asentaron en la provincia de Cádiz España a finales del siglo XVIII y principios del XIX. Estos perros (en su mayoría fox terrier de pelo liso) se cruzaron con los que se utilizaban en las bodegas y cuadras para eliminar las ratas y ratones que se encontraban allí. El resultado fue la obtención del Ratonero bodeguero andaluz.
Fue llevado a América por los navegantes españoles durante los siglos XVIII y XIX, la raza se desarrolló en los fundos del centro-sur de Chile, aclimatándose fácilmente a una vida rústica, muchas veces de «caballeriza». Adquiriendo cambios físicos el más notable la carencia de manchas en su cuerpo y sus rasgos faciales más redondeados. 
Debido al bajo número de especímenes se le solía identificar como un perro para la alta clase social de la época.
A finales del siglo XIX muchos campesinos emigraron a las ciudades, este fenómeno llevó también al terrier chileno a las zonas urbanas logrando una rápida adaptación, Siendo utilizado en los Cités para el exterminar roedores. Debido a este último factor, es que a los terriers chilenos se les identificó durante casi todo el siglo XX con la clase obrera del país.
A pesar del casi nulo interés que los cinófilos locales de la época presentaron en esta raza, el terrier chileno continuó en el país, popularizándose aún más, a través de la tira cómica Condorito, cuyo protagonista estaba acompañado por Washington, un terrier chileno. 
En la actualidad el terrier chileno está presente en todo el territorio del país, siendo utilizado en zonas rurales principalmente como cazador y, en las ciudades, como animal de compañía.

## Descripción
Su color principal es el blanco, el que es acompañado por marcas negras y cafés. Es de pelo corto con una capa de subpelo que a veces deja entrever algunas manchas oscuras visibles a través de la parte blanca del manto. Las orejas son de inserción alta con una punta inclinada hacia delante —en forma de una "V". Posee una dentadura y mordida bien desarrolladas. Los machos tienen una altura de entre 32 y 38 cm de altura a la cruz, siendo la altura ideal de 35 cm. Las hembras tienen una altura de entre 28 y 35 cm de altura a la cruz, siendo la altura ideal de 32 cm. Los machos pesan entre 5 y 8 kilogramos, el peso ideal es de 6.5 kilos. Las hembras pesan entre 4 y 7 kg, y el peso ideal es de 5.5 kg. Tienen la cola corta normalmente.

## Estándar oficial
- Utilización: para la caza menor y como perro de compañía.
- Clasificación actual: Grupo 11, razas no reconocidas por FCI (Federación Cinológica Internacional).
- Clasificación actual: Grupo 3, raza reconocida por ACW (Alianz Canine Worldwide).[2]

### Apariencia general
Perro compacto, de tamaño mediano, bien balanceado, de aspecto elegante y firme, sin ser pesado. El pelo es corto y apretado, destacando la simetría de sus colores y marcas. Presenta cola corta muchas veces de nacimiento.
- Proporciones: la alzada a la cruz representa un 90 % de las medidas correspondientes a la longitud del perro, deseándose en el caso de los machos un cuerpo casi cuadrado y permitiendo que sea un poco más largo en las hembras debido a la función reproductiva.
- Cabeza: su forma es triangular, como una pera, si es mirada desde arriba, más ancha en su base y adelgazándose hacia la punta del hocico. De perfil, presenta una leve convexidad hacia el hueso occipital.
- Cráneo: redondeado con frente casi plana, con stop poco pronunciado.
- Región facial: trufa desarrollada con orificios anchos, siempre de color negro en los ejemplares tricolores y aquellos de color fuego, marrón en los de color chocolate y fuego; hocico fuerte y visto desde arriba es triangular; labios limpios y apretados; mejillas delgadas y limpias; mordida completa, en tijeras, siendo indeseable el prognatismo inferior o superior o cualquier deformación maxilar o mandibular; ojos pequeños en forma de almendra, de color oscuro, aceptándose un poco más claros en los de pigmentación chocolate; orejas pequeñas, de inserción alta, bien separadas, de forma triangular, semierguidas, terminadas en punta.
- Cuello: ligeramente arqueado, de largo mediano, más grueso en los machos que en las hembras.
- Cuerpo: compacto y bien estructurado, más corto y casi cuadrado en los machos que en las hembras, fuerte ser liviano, con líneas curvas claramente definidas.
- Línea superior: firme y recta, desciende levemente hacia la grupa.
- Lomo: corto, firme y fuertemente musculoso.
- Grupa: ancha, desarrollada, con ligera inclinación.
- Línea inferior y vientre: ligeramente curvos.
- Cola: de implantación más bien baja, cortada en la segunda vértebra; algunos ejemplares nacen sin cola (anuros).

Extremidades
- Miembros anteriores: rectos, paralelos a los miembros posteriores; vistos desde frente aparecen en línea recta con los codos.
- Hombros: moderadamente largos, musculosos, en un ángulo de 120°.
- Codos: pegados al cuerpo, firmes y presentándose al mismo nivel que la línea inferior del pecho.
- Pies delanteros: pies de liebre; compactos; las uñas se prefieren de largo medio, con almohadillas desarrolladas. No deben extirparse los espolones.
- Miembros posteriores: musculosos, de huesos largos, bien aplomados y paralelos entre sí, con muslos desarrollados y de notable musculatura; corvejones altos y paralelos, con pies posteriores también de liebre.
- Movimiento: flexible, elegante, de pasos cortos, con la cabeza en alto y la espalda firme.
- Piel: lisa, pegada al cuerpo, carente de arrugas y /o pliegues.
- Pelaje: el pelo corto, liso, apretado y lustroso; cubre todo el cuerpo del perro, presentándose más fino en las orejas, cuello, en la parte interior e inferior de las extremidades anteriores y detrás de los muslos.
- Color: el color predominante es el blanco, el que cubre la totalidad del cuerpo incluyendo cuello y cola, exceptuando la cabeza y las orejas. Esa zona presenta coloración negra y fuego o marrón y fuego, estando el color fuego distribuido simétricamente sobre los ojos, ambas mejillas y en el interior de las orejas. Existe también una variedad algo más escasa que, en lugar de presentar coloración negro y fuego o marrón y fuego en las zonas anteriormente descritas, presentan coloración únicamente negra o fuego. En ambas variedades, (tricolores o bicolores) son muy apreciados los ejemplares que presenten una mancha blanca en la zona surcofrontal y bajo las mejillas, distribuidas armoniosamente. Se aceptan ejemplares con manchas de color (según la variedad) en el cuello, espalda y/ o cola, pero es deseable el cuerpo exclusivamente blanco.

### Tamaño y peso
- Talla: machos de 32 a 38 cm; hembras, de 28 a 35 cm, permitiéndose un margen de 1 cm por sobre o por debajo de estas medidas siempre y cuando el ejemplar guarde las proporciones que le permitan desarrollar de manera óptima la función para la que está destinado.
- Peso: machos: de 6 a 8 kg; hembras: de 5 a 7 kg.

### Temperamento
- Activo, dócil, alerta y muy enérgico, también besucones.

## Salud
Uno de los órganos que más se ve afectado por patologías es la piel. Estas afecciones tienen relación con distintas causas, desde alergias hasta enfermedades inmunomediadas. También se estima que su color blanco y su condición de terrier podrían incidir.
Otros problemas de salud comunes son problemas en los cristalinos, la dislocación del hombro y la enfermedad de Legg-Calvé-Perthes.